# DJ 머스타드
DJ 머스타드(DJ Mustard, 본명: Dijon McFarlane, 1990년 6월 5일 ~ )는 미국의 힙합 프로듀서이다. 그가 프로듀싱한 대표적인 곡으로는 'Rack City', 'R.I.P.', 'My Nigga' 등이 있다. 그가 프로듀싱한 노래에서는 전반부 혹은 후반부에 "Mustard on the beat, hoe!"라고 외치는게 특징인데, 이것은 YG의 'I'm Good'에서 YG의 목소리를 샘플링한 것이다.